# Moninhas
Moninhas é uma zona da cidade da Póvoa de Varzim em Portugal, localizada na parte Barreiros/Moninhas. Moninhas localiza-se a nascente do Centro da Póvoa de Varzim. Nas Moninhas realiza-se a Feira Semanal da Póvoa de Varzim, às segundas-Feiras e localiza-se o Cemitério nr.1, ou antigo, da cidade.

## Geografia

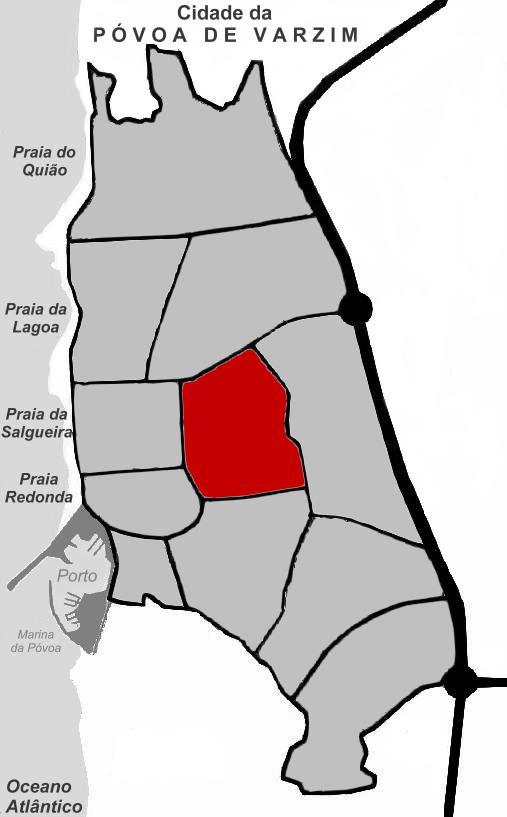
Parte da Cidade conhecida como Barreiros & Moninhas.

Moninhas localiza-se na parte sul de Barreiros/Moninhas. Barreiros e Moninhas limitam-se a norte pelo Parque da Cidade, a sul estão limitados pela Matriz/Mariadeira, a poente estão limitados pelo Bairro Norte e pelo centro da cidade e a nascente por Giesteira.

## História
A referência mais antiga a Moninhas aparece em 1586, referindo a Agra de Moninhas da Giesteira, no termo da Póvoa. No lugar existiam alguns casais de agricultores muito antigos, no entanto o povoamento do lugar parece ser posterior ao século XVI.